# 危宿增七
危宿增七（飛馬座18），又名BD+06 4940，HD 209008、SAO 127219、HR 8385，是飛馬座的一颗恒星，视星等为6，位于銀經65.8，銀緯-36.51，其B1900.0坐标为赤經21h 55m 8.1s，赤緯+6° -36.51′ 17″。